# Квитневое (Кропивницкий район)
Квитневое (укр. Квітневе; до 2016 года — Владимиро-Ильинка, в 2016—2025 годах — Апрелевское) — село в Кетрисановской сельской общине Кропивницкого района Кировоградской области Украины.
До 2020 года входило в Бобринецкий район
Население по переписи 2023 года составляло 257 человек. Почтовый индекс — 27253. Телефонный код — 5257. Занимает площадь 0,731 км². Код КОАТУУ — 3520883601.
В июне 2025 года, постановлением Верховной Рады Украины селу было присвоено название Квитневое